# Пелагическая лисья акула
Пелагическая лисья акула, или пелагическая морская лисица, или малозубая акула-лисица (лат. Alopias pelagicus) — вид хрящевых рыб рода лисьих акул одноимённого семейства отряда ламнообразных. Обитает во всех умеренных и тропических водах Индийского и Тихого океанов. Будучи самым мелким представителем семейства лисьих акул достигает длины 3,3 м. У пелагической лисьей акулы характерная для лисьих акул вытянутая верхняя лопасть хвостового плавника. У них обтекаемое тело, короткое и заострённое рыло, глаза среднего размера. Внешне они схожи с лисьими акулами, от которых отличаются меньшей шириной верхней лопасти хвостового плавника и отсутствием белого пятна над грудными плавниками, которое является продолжением основной белой окраски брюха. Они встречаются как в открытом океане на глубине до 150 м, так и вблизи берегов. Рацион в основном состоит из стайной пелагической рыбы.
Лисьи акулы охотятся, используя свой длинный хвост как хлыст. Они сбивают косяк рыб плотнее и оглушают им добычу, этим объясняется их англоязычное название англ. thresher shark, которое дословно переводится как «акула-молотилка».
Пелагические лисьи акулы не представляют опасности для человека. Их мясо и плавники высоко ценятся, этот вид является объектом коммерческого промысла и спортивного рыболовства. Низкий уровень репродуктивности делает этих акул очень чувствительными к перелову.

## Таксономия
Впервые вид был научно описан японским ихтиологом Хироси Накамурой на основании трёх крупных экземпляров длиной от 2,9 до 3,3 м. Ни один из них не сохранился в качестве типового образца, однако учёный в своих записках сделал иллюстрации, изображающие одну из акул и эмбрион длиной 1 м. В дальнейшем Леонард Компаньо на основании представленной на иллюстрации морфологии пришёл к выводу, что эмбрион принадлежал к виду лисьих акул Alopias vulinus. Некоторые поздние авторы публиковали иллюстрации якобы пелагических лисьих акул, которые на самом деле изображали именно Alopias vulinus.
Аллозимный анализ, поведённый в 1995 году, показал, что наиболее близкородственным видом пелагической лисьей акуле приходится большеглазая лисья акула, с которой они образуют единую кладу.
Родовое и видовое названия происходят от слов греч. ἀλώπηξ — «лиса» и πέλαγος  — «находящийся в море», «пучина».

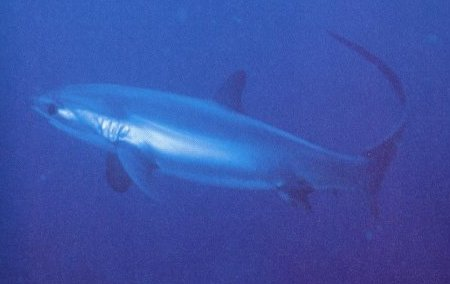

## Ареал
Пелагических лисьих акул часто путают с лисьими акулам, поэтому их ареал может быть шире, чем ныне известно. Они широко распространены в Индо-Тихоокеанской области, есть отчёты об их присутствии у берегов ЮАР, в Красном море, в Аравийском море (у побережья Сомали, Пакистана и между Оманом и Индией), Китая, на юго-восточной Японии, северо-восточной Австралии, Новой Каледонии, Таити, Гавайских островов, в Калифорнийском заливе и на Галапагосах.
Пелагические лисьи акулы обитают в открытом море от поверхности воды до глубины 150 м. Но иногда в местах с узким континентальным шельфом они подходят близко к берегу. Их можно наблюдать на подводных обрывах, покрытых коралловыми рифами или у вершин подводных гор в Красном море, море Кортеса, у берегов Индонезии и Микронезии. Кроме того, на островах Туамоту они заходят в крупные лагуны.

## Описание
Характерной чертой пелагических лисьих акул является длинная верхняя лопасть хвостового плавника, которая может равняться длине тела. Пелагические лисьи акулы — активные хищники; с помощью хвостового плавника они могут оглушить жертву. У лисьих акул крепкое тело в форме торпеды и короткая, узкая голова с коническим, заострённым рылом. Имеются 5 пар коротких жаберных щелей. Последние 2 щели расположены над длинными и узкими грудными плавниками. Рот небольшой, изогнут в виде арки. Бороздки по углам рта отсутствуют. Во рту имеются по 21—22 зубных рядов с каждой стороны от симфиза на верхней и нижней челюстях. Зубы мелкие, с зазубренными краями. У молодых акул глаза очень крупные, с возрастом они пропорционально уменьшаются. Третье веко отсутствует.
Длинные, широкие и прямые грудные плавники сужаются к закруглённым кончикам. Первый спинной плавник небольшой и расположен между основаниями грудных и брюшных плавников. Брюшные плавники приблизительно одного размера с первым спинным плавником. У самцов имеются тонкие, длинные птеригоподии. Второй спинной и анальный плавники крошечного размера. Перед хвостовым плавником имеется дорсальная и вентральная выемки в форме полумесяца. У края верхней лопасти имеется небольшая вентральная выемка. Нижняя лопасть короткая, но развитая.
Кожа лисьих акул покрыта маленькими мягкими плакоидными чешуйками, поверхность которых покрывают 3 гребня. Окраска интенсивного тёмно-синего цвета. Брюхо белое. Белая окраска не простирается до основания грудных и брюшных плавников — это отличает пелагических лисьих акул от схожих с ними лисьих акул, у которых у основания грудных плавников имеется пятно.
Пелагическая лисья акула является самым мелким представителем семейства, в среднем она достигает длины 3 м и веса 88,4 кг. Максимальная зафиксированная длина у самцов составляет 3,5 м, а у самок 3,8 м.

## Биология
Пелагические лисьи акулы — отличные пловцы и активные хищники. Нередко они полностью выпрыгивают из воды и совершают до 5 поворотов вокруг своей оси. Подобно стремительным акулам, принадлежащих к семейству сельдевых, у пелагических лисьих акул по бокам тела прямо под кожей, в отличие от лисьих акул, у которых эта структура спрятана в глубине тела, имеется полоса аэробной красной мускулатуры, способной мощно сокращаться в течение продолжительного времени. Но, в отличие от лисьих акул, у них нет структуры мышц, позволяющей удерживать метаболическую тепловую энергию тела (rete mirabile). Зато у них имеется глазничная rete mirabile, которая защищает от температурных колебаний глаза и мозг.
Молодые лисьи акулы могут стать жертвой крупных акул и косаток. На пелагических лисьих акулах паразитируют ленточные черви Litobothrium amplifica, Litobothrium daileyi и Litobothrium nickoli и веслоногие ракообразные рода Echthrogaleus. У берегов острова Малапаскуа (Филиппины) есть несколько мест, где обитают чистильщики Labroides dimidiatus и Thalassoma lunare, и куда регулярно наведываются пелагические лисьи акулы, чтобы освободиться от паразитов. Чаще всего они приплывают ранним утром. Это может быть причиной, по которой океанических акул наблюдают в прибрежных водах.

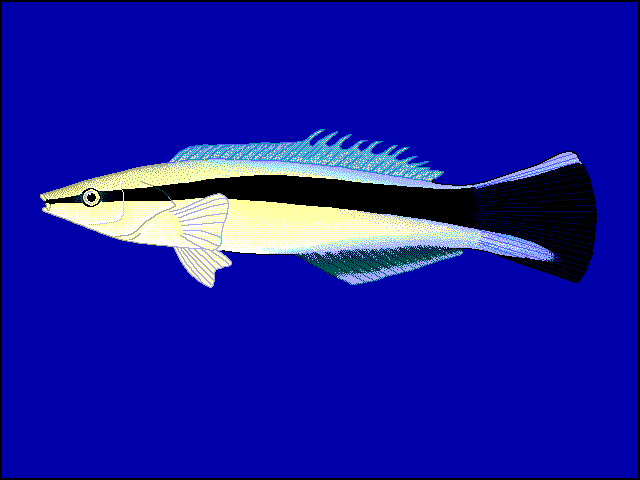
Пелагические лисьи акулы освобождаются от паразитов с помощью чистильщика Labroides dimidiatus

### Питание
Пелагические лисьи акулы питаются в основном небольшими стайными рыбами. Анализ содержимого желудков пойманных акул показал, что это барракуды, фотихтивые и гемпиловые, обитающие в мезопелагической зоне. Существует некоторая конкуренция между пелагическими лисьими акулами и прочими крупными океаническими рыбами, такими как марлины, корифены и тунцы, которые также охотятся у поверхности воды. Подобно прочим лисьим акулам перед атакой они кружат вокруг косяка и уплотняют его ударами хвоста. Такая охотничья тактика иногда приводит к тому, что они попадаются хвостом на крючок или запутываются в сети.

### Жизненный цикл
Размножение у пелагических лисьих акул не носит сезонного характера. Они размножаются яйцеживорождением. В помёте 2, реже один новорождённый длиной до 1,6 м. Размер новорожденных может составлять до 43 % от длины матери. Крупные размеры сокращают риск того, что молодые акулы станут добычей хищников. Точная продолжительность беременности неизвестна, вероятно, менее года. Оплодотворение и развитие эмбрионов происходит внутриутробно. Пока эмбрион не достигнет длины 12 см, он питается желтком. После опустошения желточного мешка эмбрион начинает питаться яичными капсулами, производимыми матерью (внутриутробная оофагия). Каждая капсула имеет длину 5,5 см и ширину 1,2 см и содержит 20—30 яиц. Зубы эмбрионов имеют форму колышков и приспособлены для того, чтобы прокусывать капсулу, тогда как у развитых эмбрионов они покрыты мягкой тканью, а капсулы они проглатывают целиком. Зубы становятся функциональными вскоре после рождения. Каннибализм, свойственный обыкновенным песчаным акулам, у пелагических лисьих акул не наблюдается.
С возрастом скорость роста пелагических лисьих акул замедляется. В возрасте до года молодые акулы прибавляют в год по 9 см, на втором и третьем году жизни этот показатель равен 8 см, 5—6-летние акулы вырастают в год на 6 см, 7—10-летние на 4 см, ежегодный прирост в возрасте 10—12 лет равен 3 см, а акулы старше 13 лет прибавляют в росте не более 2 см в год. Самцы созревают при длине 2,7—2,8 м, что соответствует возрасту 7—8 лет, а самки при длине 2,8—2,9 м, что соответствует возрасту 8—9 лет. Максимальный зарегистрированный срок жизни у самок и самцов составляет 16 и 14 лет, соответственно. Согласно модели, выстроенной путём экстраполяции кривой роста и данных по максимальному размеру акул, максимальная продолжительность жизни самок пелагических лисьих акул может превышать 28 лет, а самцов 17 лет. Некоторые самки за всю жизнь производят более 40 детёнышей.

## Взаимодействие с человеком

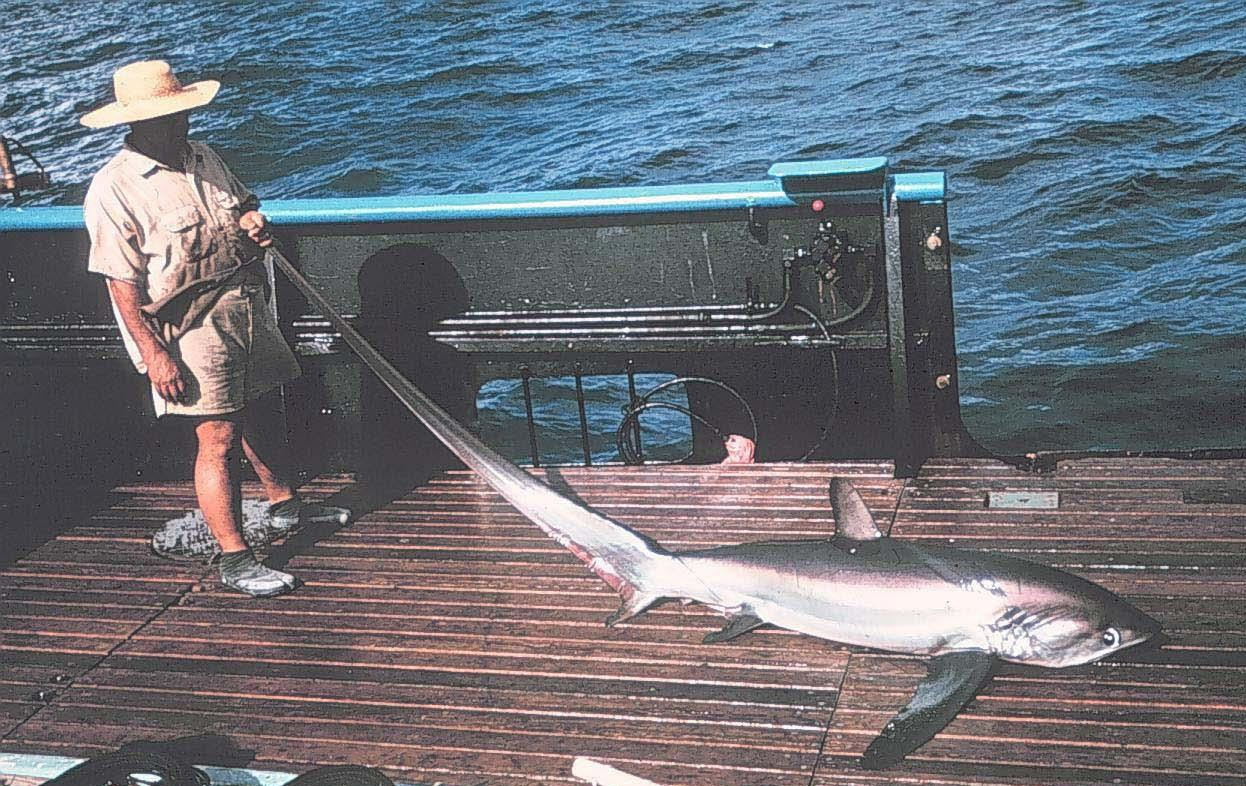
Пойманная пелагическая лисья акула

Несмотря на крупные размеры вид считается безопасным для человека. У пелагических лисьих акул мелкие зубы, кроме того, они пугливы и моментально уплывают при появлении человека. Дайверы свидетельствуют, что к ним трудно приблизиться. В International Shark Attack File не зарегистрировано ни одного нападения пелагической лисьей акулы на человека.
Пелагические лисьи акулы представляют интерес для рыболовов-спортсменов. Наиболее крупные особи попадались у берегов Новой Зеландии. Этот вид является объектом коммерческого промысла. На аукционах акульих плавников, проводимых в Гонконге, 2—3 % принадлежит лисьим акулам, в том числе пелагическим. Их добывают ярусами и реже жаберными сетями. Кроме того, они попадаются в качестве прилова при добыче тунца. Мясо ценится довольно высоко. Шкуру выделывают, из жира печени производят витамины.
Из-за низкой плодовитости представители рода лисьих акул очень сильно подвержены перелову. Международный союз охраны природы присвоил этому пелагической лисьей акуле статус «Уязвимый».